# Airboard

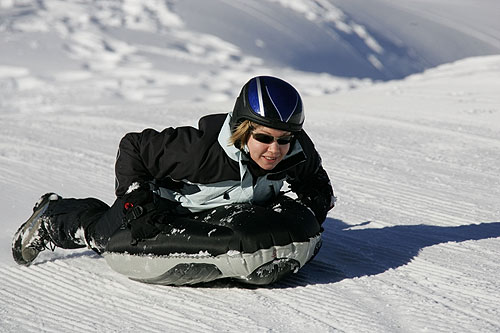
Praticante de airboard

O airboard é um tipo de luge insuflável sobre o qual se descem encostas de neve, com a cabeça para a frente.
Pode também dar-se este nome a mini-hovercrafts individuais que deslizam sobre a neve ou gelo.